# Isabella Riva
Isabella Riva Trufarelli (Nizza Monferrato, 27 aprile 1890 – Bologna, 10 agosto 1985) è stata un'attrice italiana.

## Biografia

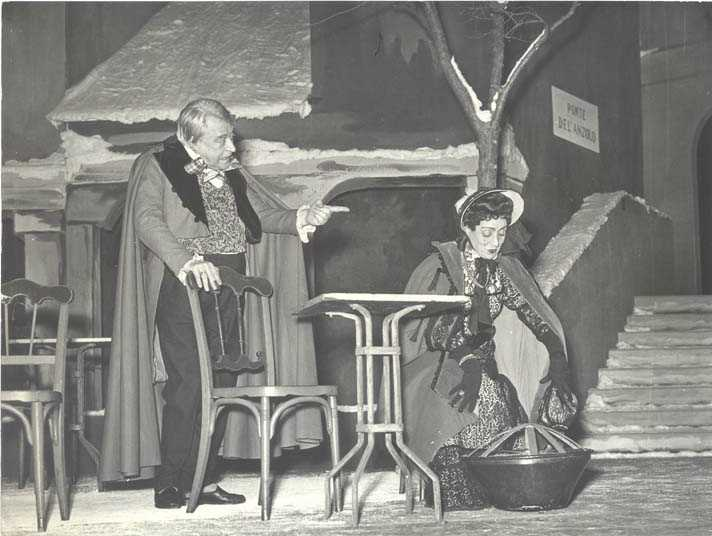
Isabella Riva e Cesco Baseggio (1897-1971) durante la rappresentazione di Matrimonio di ludro, nel 1955.

Nata nel 1890 in una nota ed allargata famiglia di attori specializzata nel Grand Guignol, (i Trufarelli), ebbe una carriera lunghissima fin dall'inizio secolo, attivissima nel teatro e nella rivista. Fu prima donna nelle compagnie di Alfredo Sainati e di Sem Benelli.
Lavorò poi con Cesco Baseggio, Laura Solari, Olga Solbelli, Ave Ninchi (di cui divenne grande amica e maestra di recitazione), Lina Volonghi, Franco Volpi, Ernesto Calindri e con Guido Riva, che nel 1918 divenne suo marito.
Negli anni della maturità, affiancò all'attività teatrale una costante presenza nel cinema ma soprattutto nella televisione, divenendo una delle più prolifiche interpreti di sceneggiati negli anni sessanta/settanta. 
Nel 1968 abbandonò il mondo dello spettacolo andando a vivere nella casa di riposo per artisti "Lyda Borelli" di Bologna.Durante questo periodo un gruppo di giovani appassionati di teatro le chiedeva d'impartire delle lezioni di teatro . Dopo un primo rifiuto e vista l'insistenza dei ragazzi accettò l'incarico. Sono state allestite diverse commedie di Pirandello tra le quali" O di uno e di nessuno " Successivamente il gruppo di ragazzi realizzò il sogno di creare una compagnia Teatro Espressione Nuova composta da Rossana Di Stefano Martignago, Ferrari Graziano ed Edoardo Schiazza. A questo periodo risale l'ultima comparsa nel cinema, in Una gita scolastica di Pupi Avati nel quale interpreta l'amica dell'anziana protagonista all'inizio del film. Da qui impartì lezioni di teatro a giovani appassionati mettendo in scena atti unici e commedie, fra l'altro, O di uno o di nessuno di Luigi Pirandello. Nel 1985 fu ospite speciale al Maurizio Costanzo Show insieme alle attrici Pina Borione, Carola Zopegni e Mimì Aylmer.
Morì nello stesso anno; al funerale, oltre ad un gremito gruppo di ex-colleghi ed ammiratori, presenziarono Ave Ninchi e Raoul Grassilli, all'epoca direttore della casa di riposo per artisti.
Oggi le spoglie di Isabella Riva riposano nel cimitero di Bologna la Certosa.

## Prosa televisiva Rai
- Esami di maturità di Ladislao Fodor, regia di Mario Landi, trasmessa l'8 ottobre 1954.
- Romanzo, regia di Daniele D'Anza, trasmessa il 5 ottobre 1956.
- La torre sul pollaio, regia di Alberto Gagliardelli, trasmessa il 18 dicembre 1959.
- Le inchieste del commissario Maigret, regia di Mario Landi, trasmessa nel 1965.
- Qui squadra mobile, regia di Anton Giulio Majano, trasmessa nel 1979.

## Prosa teatrale
- Teresa Desqueyroux di François Mauriac, regia di Giorgio Albertazzi, 3 marzo 1961.

## Prosa radiofonica Rai
- Il berretto a sonagli in due atti, commedia di Luigi Pirandello, compagnia del Piccolo Teatro Stabile della Città di Firenze, regia teatrale di Cosimo Fricelli, regia radiofonica di Umberto Benedetto, trasmesso su Programma nazionale il 2 agosto 1962.

## Filmografia parziale
- L'ultima carta, regia di Piero Ballerini (1938)
- Il mulino del Po, regia di Alberto Lattuada (1949)
- Biancaneve e i sette ladri di Giacomo Gentilomo (1949)
- L'angelo delle Alpi, regia di Carlo Campogalliani (1957)
- La fine dell'avventura, regia di Gianfranco Bettetini (1969)
- Una gita scolastica, regia di Pupi Avati (1983)